# Liste der Menhire in Sachsen-Anhalt
Die Liste der Menhire in Sachsen-Anhalt umfasst alle bekannten Menhire auf dem Gebiet des heutigen Bundeslandes Sachsen-Anhalt.

## Liste der Menhire
- Menhir: Nennt die Bezeichnung des Menhirs sowie gebräuchliche Alternativbezeichnungen
- Ort: Nennt die Gemeinde und ggf. den Ortsteil, in dem sich der Menhir befindet.
- Landkreis: Nennt den Landkreis, dem die Gemeinde angehört. ABI: Landkreis Anhalt-Bitterfeld; BK: Landkreis Börde; BLK: Burgenlandkreis; HAL: Halle (Saale) HZ: Landkreis Harz; JL: Jerichower Land; MSH: Landkreis Mansfeld-Südharz; SAW: Altmarkkreis Salzwedel; SK: Saalekreis; SLK: Salzlandkreis
- Typ: Unterscheidung verschiedener Untertypen:[1]
  - Menhir: ein einzeln stehender, unverzierter und nicht mit einem Grab verbundener Stein
  - verzierter Menhir: ein einzeln stehender, verzierter und nicht mit einem Grab verbundener Stein
  - Grabstele: ein auf einem Grabhügel stehender Stein
  - Steinkreis: eine Gruppe aufgerichteter Steine mit kreisförmiger Anordnung
  - Menhiranlage: eine Gruppe aufgerichteter Steine mit anderer als kreisförmiger oder linearer bzw. mit unklarer Anordnung
  - Rillenstein: ein aufgerichteter Stein mit Rillenverzierung
  - Wächterstein: vor oder neben einem Grab stehender Stein
  - Monolith: sonstiger Stein mit Menhircharakter

### Erhaltene Menhire
| Menhir                                                                                 | Ort                                          | Landkreis | Typ                                | Anmerkungen | Bild                                                 |
| -------------------------------------------------------------------------------------- | -------------------------------------------- | --------- | ---------------------------------- | --- | ---------------------------------------------------- |
| Blaue Gans                                                                             | Aschersleben                                 | SLK       | Menhir                             | | Blaue Gans Vorderseite                               |
| Speckseite                                                                             | Aschersleben                                 | SLK       | Menhir                             | | Speckseite von Aschersleben                          |
| Menhir von Bad Dürrenberg („Hunnenstein“)                                              | Bad Dürrenberg                               | SK        | Menhir                             | | Menhir von Bad Dürrenberg                            |
| Menhir von Bennstedt                                                                   | Salzatal, OT Bennstedt                       | SK        | Menhir                             | |                                                      |
| Menhir von Benzingerode („Hünenstein“)                                                 | Wernigerode, OT Benzingerode                 | HZ        | Menhir                             | | Menhir von Benzingerode                              |
| Menhir von Berga („Langer Stein“)                                                      | Berga                                        | MSH       | Menhir                             | | Menhir von Berga                                     |
| Menhir von Bonese („Lehnekenstein“, „Brautstein“)                                      | Dähre, OT Bonese                             | SAW       | Menhir                             | | Lehnekenstein von Bonese                             |
| Menhir von Börnecke („Prinzenstein“)                                                   | Blankenburg (Harz), OT Börnecke              | HZ        | Menhir                             | | Prinzenstein von Börnecke                            |
| Menhir von Brachstedt                                                                  | Petersberg, OT Brachstedt                    | SK        | Grabstele                          | | Menhir von Brachstedt                                |
| Menhir von Derenburg („Hünenstein“, „Hunnenstein“, „Hünengrab“)                        | Blankenburg (Harz), OT Stadt Derenburg       | HZ        | Menhir                             | | Menhir von Derenburg                                 |
| Sonnensteine von Derenburg                                                             | Blankenburg (Harz), OT Stadt Derenburg       | HZ        | Menhiranlage                       | Gruppe von 16 Menhiren; 1988 entdeckt | Sonnensteine von Derenburg                           |
| Menhir von Dingelstedt                                                                 | Huy, OT Dingelstedt am Huy                   | HZ        | verzierter Menhir                  | heute im Städtischen Museum in Halberstadt | Menhir von Dingelstedt                               |
| Menhir von Dölau („Steinerne Jungfrau“)                                                | Halle (Saale), OT Dölau                      | HAL       | Menhir                             | höchster Menhir Sachsen-Anhalts, zweithöchster Menhir Mitteleuropas | Steinerne Jungfrau von Dölau                         |
| Wächtersteine von Dölau                                                                | Halle (Saale), OT Dölau (Dölauer Heide)      | HAL       | Wächterstein                       | zwei Wächtersteine vor einem überhügelten Steinkistengrab; heute im Magazin des Landesmuseums für Vorgeschichte in Halle |                                                      |
| Menhir von Drehlitz („Langer Stein“)                                                   | Petersberg, OT Drehlitz                      | SK        | Menhir                             | | Langer Stein von Drehlitz                            |
| Menhir von Eilsleben („Langer Stein“, „Irminsäule“)                                    | Eilsleben                                    | BK        | Menhir                             | | Langer Stein von Eilsleben                           |
| Nagelstein von Ermsleben                                                               | Falkenstein/Harz, OT Ermsleben               | HZ        | Menhir                             | | Nagelstein von Ermsleben                             |
| Menhiranlage von Gardelegen                                                            | Gardelegen                                   | SAW       | Menhiranlage                       | vielleicht Rest eines Steinkreises |                                                      |
| Menhir von Gerbstedt („Hoyerstein“, „Löchriger Stein“)                                 | Gerbstedt                                    | MSH       | Menhir                             | | Hoyerstein von Gerbstedt                             |
| Menhir von Gleina                                                                      | Gleina                                       | BLK       | verzierter Menhir                  | sekundär in einem Grab verbaut |                                                      |
| Menhir von Gößnitz („Langer Stein“)                                                    | An der Poststraße, OT Gößnitz                | BLK       | Menhir                             | |                                                      |
| Menhir von Gröna                                                                       | Salzatal, OT Bennstedt                       | SLK       | Monolith                           | |                                                      |
| Menhir von Güsten („Speckseite“, „Guddenstein“)                                        | Güsten                                       | SLK       | Menhir                             | | Menhir von Güsten                                    |
| Menhir von Hackpfüffel („Langer Stein“)                                                | Brücken-Hackpfüffel, OT Hackpfüffel          | MSH       | Menhir                             | | Menhir von Hackpfüffel                               |
| Menhir I von Halberstadt                                                               | Halberstadt                                  | HZ        | vermutlich Menhir                  | |                                                      |
| Menhir von Heimburg                                                                    | Blankenburg (Harz), OT Heimburg              | HZ        | Menhir                             | | Menhir von Heimburg                                  |
| Der verworrene Stein                                                                   | Hettstedt                                    | MSH       | Menhir                             | Einordnung als Menhir unsicher | Der verworrene Stein                                 |
| Menhir von Höhnstedt („Hexenstein“)                                                    | Salzatal, OT Höhnstedt                       | SK        | Menhir                             | |                                                      |
| Menhir von Hornburg                                                                    | Seegebiet Mansfelder Land, OT Hornburg       | MSH       | verzierter Menhir                  | sekundär in einem Grab verbaut |                                                      |
| Menhir von Klosterhäseler („Lichtenstein“, „Der Hohe Stein“)                           | An der Poststraße, OT Klosterhäseler         | BLK       | Menhir                             | stand in den 1950er Jahren noch aufrecht | Menhir von Klosterhäseler                            |
| Menhir von Kortenbeck                                                                  | Dähre, OT Kortenbeck                         | SAW       | Rillenstein                        | |                                                      |
| Viersteine von Krimpe                                                                  | Salzatal, OT Schochwitz                      | SK        | Menhiranlage                       | | Viersteine von Krimpe                                |
| Menhir von Kröllwitz                                                                   | Halle (Saale), OT Kröllwitz                  | HAL       | Grabstele                          | | Menhir von Kröllwitz                                 |
| Menhir von Krosigk („Schön-Ännchenstein“, „Frößnitzstein“, „Heidenstein“)              | Petersberg, OT Krosigk                       | SK        | Menhir                             | heute vor dem Landesmuseum für Vorgeschichte in Halle aufgestellt; am ursprünglichen Standort steht eine kleinere Nachbildung | Menhir von Krosigk                                   |
| Menhir von Langeneichstädt                                                             | Mücheln (Geiseltal), OT Langeneichstädt      | SK        | verzierter Menhir                  | sekundär in einem Großsteingrab verbaut; heute im Landesmuseum für Vorgeschichte in Halle ausgestellt; vor dem Großsteingrab steht eine Nachbildung                                                                               | Menhir von Langeneichstädt (Replik)                  |
| Monolith von Langeneichstädt                                                           | Mücheln (Geiseltal), OT Langeneichstädt      | SK        | Monolith                           | sekundär in einem Großsteingrab verbaut | Großsteingrab Langeneichstädt mit verbautem Monolith |
| Menhir von Latdorf („Totensäule“, „Schwedenstein“)                                     | Nienburg (Saale), OT Latdorf                 | SLK       | Grabstele                          | | Menhir von Latdorf                                   |
| Menhir von Lettin                                                                      | Halle (Saale), OT Lettin                     | HAL       | Menhir                             | vollständig von einem Steinhaufen überdeckt |                                                      |
| Menhiranlage von Mahlsdorf                                                             | Salzwedel, OT Mahlsdorf                      | SAW       | Menhiranlage                       | | Menhir 1 der Menhiranlage von Mahlsdorf              |
| Menhir von Mammendorf                                                                  | Hohe Börde, OT Mammendorf                    | BK        | Monolith                           | als Abdeckung einer bronzezeitlichen Doppelbestattung wiederverwendet, weist drei Schälchen auf, 2020 entdeckt |                                                      |
| Menhir von Morl                                                                        | Petersberg, OT Morl                          | SK        | Menhir                             | | Menhir von Morl                                      |
| Menhir von Pfützthal                                                                   | Salzatal, OT Pfützthal                       | SK        | verzierter Menhir                  | heute im Landesmuseum für Vorgeschichte in Halle ausgestellt | Menhir von Pfützthal                                 |
| Menhir von Piesdorf                                                                    | Könnern, OT Piesdorf                         | SLK       | vermutlich Menhir                  | |                                                      |
| Menhir von Piltitz (Menhir von Gütz, „Teufelsstein“)                                   | Landsberg, OT Gütz (ehemaliges Dorf Piltitz) | SK        | Menhir                             | | Teufelsstein von Piltitz                             |
| Menhiranlage von Preußlitz („Sieben Steine“)                                           | Bernburg (Saale), OT Preußlitz               | SLK       | Menhiranlage oder Großsteingrab    | vom ursprünglichen Standort entfernt und im Ort in einer Reihe aufgestellt; es ist unklar, wie die ursprüngliche Anlage ausgesehen hat und ob es sich überhaupt um eine Menhiranlage oder die Reste eines Großsteingrabes handelt | Sieben Steine von Preußlitz                          |
| Menhir von Quedlinburg                                                                 | Quedlinburg                                  | HZ        | vermutlich Menhir                  | Im Ersten Weltkrieg von Kriegsgefangenen in einem Denkmal verbaut. Zum Stein selbst liegen keine näheren Angaben vor. | Menhir von Quedlinburg                               |
| Menhir von Räther („Der Bauer“, „Der Lange Stein“, „Aufrechter Stein“, „Schäferstein“) | Salzatal, OT Schochwitz                      | SK        | Menhir                             | | Menhir von Räther                                    |
| Menhir von Rothenburg („Femegericht“)                                                  | Wettin-Löbejün, OT Rothenburg                | SK        | Menhir                             | | Menhir von Rothenburg                                |
| Menhir I von Sangerhausen                                                              | Sangerhausen                                 | MSH       | Menhir                             | | Menhir I von Sangerhausen                            |
| Menhir II von Sangerhausen („Der Bucklige Stein“)                                      | Sangerhausen                                 | MSH       | Menhir                             | zwischen Sangerhausen und Wallhausen | Menhir II von Sangerhausen                           |
| Menhir von Saubach („Der lange Stein“)                                                 | Finneland, OT Saubach                        | BLK       | Menhir                             | | Der Lange Stein am Orlas bei Saubach                 |
| Menhir von Schafstädt                                                                  | Bad Lauchstädt, OT Schafstädt                | SK        | verzierter Menhir                  | heute im Landesmuseum für Vorgeschichte in Halle ausgestellt | Menhir von Schafstädt                                |
| Menhir von Seeben („Franzosenstein“)                                                   | Halle (Saale), OT Seeben                     | HAL       | Menhir                             | | Franzosenstein von Seeben                            |
| Menhir von Seehausen („Götterstein“, „Langer Stein“)                                   | Wanzleben-Börde, OT Stadt Seehausen          | BK        | verzierter Menhir                  | 2017 ins Depot des Landesamts für Denkmalpflege und Archäologie Sachsen-Anhalt in Halle (Saale) verbracht; am Originalstandort wurde eine Kopie aufgestellt.                                                                      | Götterstein von Seehausen                            |
| Menhir von Sennewitz („Teufelsstein“)                                                  | Petersberg, OT Sennewitz                     | SK        | Menhir                             | | Teufelsstein von Sennewitz                           |
| Menhir von Strenznaundorf                                                              | Könnern, OT Strenznaundorf                   | SLK       | vermutlich Menhir                  | |                                                      |
| Menhir von Teicha („Trompeterstein“)                                                   | Petersberg, OT Teicha                        | SK        | Menhir                             | |                                                      |
| Menhir von Tröbsdorf                                                                   | Laucha an der Unstrut, OT Tröbsdorf          | BLK       | Grabstele                          | |                                                      |
| Menhir von Wasserleben („Brotstein“)                                                   | Nordharz, OT Wasserleben                     | HZ        | Menhir                             | | Menhir von Wasserleben                               |
| Feldpredigerstein                                                                      | Gerbstedt, OT Welfesholz                     | MSH       | Menhir                             | | Feldpredigerstein                                    |
| Menhir von Westerhausen                                                                | Thale, OT Westerhausen                       | HZ        | verzierter Menhir oder Rillenstein | heute im Schlossmuseum Quedlinburg | Menhir von Westerhausen                              |
| Menhir II von Wethau („Der Hohe Stein“)                                                | Wethau                                       | BLK       | Menhir                             | | Menhir von Wethau                                    |
| Menhir von Wettin                                                                      | Wettin-Löbejün, OT Wettin                    | SK        | Menhir                             | |                                                      |
| Menhir von Zeppernick                                                                  | Möckern, OT Zeppernick                       | JL        | Menhir                             | |                                                      |

### Zerstörte Menhire
| Menhir                                                          | Ort                                       | Landkreis | Typ                   | Anmerkungen | Bild                                 |
| --------------------------------------------------------------- | ----------------------------------------- | --------- | --------------------- | --- | ------------------------------------ |
| Menhir von Beckendorf-Neindorf                                  | Oschersleben, OT Beckendorf-Neindorf      | BK        | vermutlich Menhir     | |                                      |
| Menhir II von Benzingerode                                      | Wernigerode, OT Benzingerode              | HZ        | vermutlich Menhir     | |                                      |
| Menhir II von Brachstedt                                        | Petersberg, OT Brachstedt                 | SK        | Menhir                | |                                      |
| Menhir von Brachwitz                                            | Wettin-Löbejün, OT Brachwitz              | SK        | Menhir                | |                                      |
| Menhir von Burgstaden („Mägdewürger“, „Mädchenwürger“)          | Bad Lauchstädt, OT Burgstaden             | SK        | Menhir                | bei Schrickel und Beier noch als erhalten geführt, im Denkmalverzeichnis von 2016 hingegen als ausgegangen                                             |                                      |
| Steinkreis von Dahrendorf                                       | Dähre, OT Dahrendorf                      | SAW       | Steinkreis            | 1854 zerstört |                                      |
| Menhir von Dalchau                                              | Möckern, OT Dalchau                       | JL        | Menhir                | |                                      |
| Menhir von Dodendorf                                            | Sülzetal, OT Dodendorf                    | BK        | vermutlich Menhir     | |                                      |
| Menhir von Ebendorf                                             | Barleben, OT Ebendorf                     | BK        | vermutlich Menhir     | |                                      |
| Menhir von Edersleben                                           | Edersleben                                | MSH       | Menhir                | |                                      |
| Menhir von Farsleben                                            | Wolmirstedt, OT Farsleben                 | BK        | vermutlich Menhir     | |                                      |
| Menhir von Geusa („Puppenstein“, „Püppchenstein“, „Totenstein“) | Merseburg, OT Geusa                       | SK        | Menhir                | 2013 von Unbekannten von seinem Standort entfernt | Ersatzstein für den Menhir von Geusa |
| Menhir von Gimritz                                              | Wettin-Löbejün, OT Gimritz                | SK        | Grabstele             | |                                      |
| Menhir von Grabow                                               | Möckern, OT Grabow                        | JL        | vermutlich Menhir     | |                                      |
| Menhir II von Halberstadt                                       | Halberstadt                               | HZ        | vermutlich Menhir     | |                                      |
| Menhir von Haldensleben                                         | Haldensleben, OT Haldensleben I           | BK        | vermutlich Menhir     | |                                      |
| Menhir vor dem Schimmeltor                                      | Halle (Saale)                             | HAL       | Menhir                | |                                      |
| Menhir II von Heimburg                                          | Blankenburg (Harz), OT Heimburg           | HZ        | vermutlich Menhir     | |                                      |
| Menhir I von Hermsdorf                                          | Hohe Börde, OT Hermsdorf                  | BK        | vermutlich Menhir     | |                                      |
| Menhir II von Hermsdorf                                         | Hohe Börde, OT Hermsdorf                  | BK        | vermutlich Menhir     | |                                      |
| Menhir von Kelbra („Heidenstein“)                               | Kelbra                                    | MSH       | Menhir                | in der Nähe ursprünglich weitere Steine unbekannter Zahl                                                                                               |                                      |
| Menhir von Klein-Weißandt                                       | Südliches Anhalt, OT Klein-Weißandt       | ABI       | Menhir                | |                                      |
| Menhir II von Latdorf                                           | Nienburg (Saale), OT Latdorf              | SLK       | vermutlich Menhir     | |                                      |
| Menhir von Mahndorf („Heringstein“)                             | Halberstadt, OT Mahndorf                  | HZ        | vermutlich Menhir     | |                                      |
| Menhir von Mose                                                 | Wolmirstedt, OT Mose                      | BK        | Menhir                | |                                      |
| Menhir I von Nehlitz („Teufelstein“)                            | Petersberg, OT Nehlitz                    | SK        | Menhir                | |                                      |
| Menhir II von Nehlitz („Trompeterstein“)                        | Petersberg, OT Nehlitz                    | SK        | Menhir                | |                                      |
| Menhir von Oberfarnstädt                                        | Farnstädt, OT Oberfarnstädt               | HZ        | Menhir                | |                                      |
| Menhir von Oberröblingen                                        | Sangerhausen, OT Oberröblingen            | MSH       | Menhir                | |                                      |
| Menhir von Peißen („Speckseite“)                                | Bernburg (Saale), OT Peißen               | SLK       | vermutlich Menhir     | 1899 zerstört |                                      |
| Menhir von Petersberg („Teufelstein“)                           | Petersberg                                | SK        | Menhir                | |                                      |
| Menhir von Poserna („Hasensäule“)                               | Lützen, OT Poserna                        | SK        | Grabstele             | umgesetzt und zum Wegweiser umfunktioniert; bei Schrickel und Beier noch als erhalten geführt, im Denkmalverzeichnis von 2016 hingegen als ausgegangen |                                      |
| Steinkreis im Eselstall                                         | Quedlinburg                               | HZ        | Steinkreis            | großer Steinkreis zwischen Quedlinburg und Westerhausen, um 1852 zerstört, eventuell noch einige verschleppte Steine erhalten                          |                                      |
| Menhir von Rössen                                               | Leuna, OT Rössen                          | SK        | Grabstele             | |                                      |
| Menhir von Rothenschirmbach                                     | Lutherstadt Eisleben, OT Rothenschirmbach | MSH       | Monolith              | 2005 bei einer Grabung entdeckt, später gestohlen, Verbleib unbekannt                                                                                  |                                      |
| Menhir von Schraplau („Kutschstein“, „Blauer Stein“)            | Schraplau                                 | SK        | Menhir                | bei Schrickel und Beier noch als erhalten geführt, im Denkmalverzeichnis von 2016 hingegen als ausgegangen                                             |                                      |
| Menhir von Trebnitz                                             | Könnern, OT Trebnitz                      | SLK       | vermutlich Menhir     | |                                      |
| Menhir I von Wethau („Der Hohe Stein“)                          | Wethau                                    | BLK       | Menhir                | als Nagelstein verwendet |                                      |
| Steinkreis von Wormsleben                                       | Seegebiet Mansfelder Land, OT Wormsleben  | MSH       | vermutlich Steinkreis | |                                      |

### Fälschlich als Menhire eingeordnete Steine
| Menhir               | Ort                        | Landkreis | Typ        | Anmerkungen | Bild                    |
| -------------------- | -------------------------- | --------- | ---------- | --- | ----------------------- |
| „Menhir von Repau“   | Südliches Anhalt, OT Repau | ABI       | Grenzstein | Historischer Grenzstein zwischen Anhalt und Preußen, im Bodendenkmalverzeichnis als Menhir geführt, im Denkmalinformationssystem hingegen nur als Grenzstein, in wissenschaftlicher Literatur (bspw. Beier oder Schrickel) nicht als Menhir aufgeführt | Grenzstein von Repau    |
| Teufelstein (Zerbst) | Zerbst/Anhalt              | ABI       | Findling   | von Beier als vermutlicher zerstörter Menhir geführt, es gibt jedoch keine Hinweise darauf, dass er jemals aufrecht stand | Teufelsstein von Zerbst |